# معبد عشاق
معبد عشاق مربوط به دوره صفوی است و در شهر گروک از توابع شهرستان سیریک واقع شده و این اثر در تاریخ ۲۶ دی ۱۳۸۶ با شمارهٔ ثبت ۲۰۵۳۱ به‌عنوان یکی از آثار ملی ایران به ثبت رسیده است.